# Chalicán
Chalicán är en ort i Argentina.   Den ligger i provinsen Jujuy, i den norra delen av landet, 1 300 km nordväst om huvudstaden Buenos Aires. Chalicán ligger 429 meter över havet och antalet invånare är 1 015.
Terrängen runt Chalicán är platt åt sydost, men åt nordväst är den kuperad. Närmaste större samhälle är San Pedro, 19,1 km söder om Chalicán.
I omgivningarna runt Chalicán växer i huvudsak lövfällande lövskog. Runt Chalicán är det ganska glesbefolkat, med 34 invånare per kvadratkilometer.